# Coelosphaera transiens
Coelosphaera transiens är en svampdjursart som beskrevs av Patricia R. Bergquist och Fromont 1988. Coelosphaera transiens ingår i släktet Coelosphaera och familjen Coelosphaeridae. Inga underarter finns listade i Catalogue of Life.